# 刘长春 (1953年)
刘长春（1953年11月—），男，山东烟台人，中华人民共和国政治人物。研究生学历，硕士学位。

## 生平
1973年5月参加工作，1982年1月加入中国共产党。曾任洛阳市郊区区长、区委书记、许昌市委组织部部长、副市长、市委副书记；2002年8月，任开封市市长；2006年12月，任中共开封市委书记；2011年6月，任河南省人大常委会农村工作委员会主任委员。2013年3月，任河南省人大常委会财政经济工作委员会主任委员。2014年7月被查，2015年9月被商丘市人民检察院提起公诉。最终，刘长春被河南省高级人民法院以受贿罪判处有期徒刑13年半。

## 相关人物
- 周以忠，开封市原市长，2011年5月落马